# Реви
Реви́ — село в Україні, у Роменському районі Сумської області. Населення становить 95 осіб. Входить до складу Вільшанської сільської громади.

## Населення

### Мова
Розподіл населення за рідною мовою за даними перепису 2001 року:
| Мова       | Кількість | Відсоток |
| ---------- | --------- | -------- |
| українська | 93        | 97.9%    |
| російська  | 2         | 2.1%     |
| Усього     | 95        | 100%     |

## Географія
Село Реви знаходиться за 2 км від лівого берега річки Сула. На відстані 0,5 км розташовані села Вільшана і Кушніри, нижче по течії за 0,5 км — Рудка. Через село проходить автомобільна дорога Н07.

## Історія
12 червня 2020 року, відповідно до розпорядження Кабінету Міністрів України № 723-р «Про визначення адміністративних центрів та затвердження територій територіальних громад Сумської області», село увійшло до складу Вільшанської сільської громади.
19 липня 2020 року, в результаті адміністративно-територіальної реформи та ліквідації Недригайлівського району, громада увійшла до складу новоутвореного Роменського району.